# Rut Grubb
Rut Grubb (Smedjebacken, 23 de octubre de 1889- Växjö, 22 de diciembre de 1952), fue una médica, autora y funcionaria sueca.
Rut fue hija de Gunilla Rosengren y del mayorista Gustav Larsson. Estudio y se graduó en 1909, se convirtió en licenciada en medicina en 1918 en Estocolmo. Fue médica asistente en el Sanatorio del Condado de Södermanland en 1914 y 1916, médica adicional en el Hospital y Asilo de Vadstena en 1918, trabajó en la Escuela Primaria Superior para Niñas de Växjö 1926-1934, en la Escuela Municipal de Niñas de Växjö desde 1926, en la Prisión central de Växjö desde 1937, directora de prisiones allí en 1938 y de 1939 al 1942, y directora de prisiones desde 1942. Ocupó cargos de experta en el Comité de Población y en el Comité Legislativo Leal de 1938.
Cotrajo matrimonio con el médico del regimiento Eric Grubb y la fue madre de Rune Grubb.

## Libros
- 1931, Vida familiar: un libro para niños y niñas. (junto con Eric Grubb, 1931, séptima edición 1947)
- 1933, Higiene y ética sexual.
- 1935, El futuro de nuestra gente: declaraciones sobre la cuestión de la población en la reunión de la iglesia en Estocolmo.